# Pur
Pur ist eine deutsche Pop-Band aus Bietigheim-Bissingen in Baden-Württemberg.

## Bandgeschichte

### 1975 bis 1979
Roland Bless und Ingo Reidl, zwei Gymnasiasten aus Bietigheim, gründeten mit ein paar Freunden die Band Crusade. Die Proben fanden im Keller der Pauluskirche in Bietigheim statt. Die Band spielte vornehmlich Coverversionen.
Hartmut Engler nahm 1976 bei Reidl Klavierunterricht. Schließlich sang er bei Crusade vor und wurde der neue Sänger.
Als zweiten Gitarristen holte die Band sich 1979 Jörg Weber, genannt „Jo“. Nach einer Umbesetzung der Band wurde er, der ebenso wie Reidl Musik studierte, Bassist. Nach seiner Heirat nahm Weber den Nachnamen seiner Frau an und nennt sich seitdem Joe Crawford.

### 1980 bis 1985
Rudi Buttas komplettierte 1980 die bis zum Mai 2010 gleichbleibende Besetzung. Der Gitarrist hatte sein Handwerk studiert und bereits Erfahrungen in anderen Bands gesammelt. Man experimentierte sowohl musikalisch als auch inhaltlich: Deutsche Texte wurden ausprobiert; Engler schrieb über zwischenmenschliche und gesellschaftliche Themen. Der Gruppenname wurde in Opus geändert. Als Opus nahmen die fünf Musiker von ihren Ersparnissen ihr erstes Album mit dem Titel Opus auf. Doch es fand sich keine Plattenfirma, die dieses Erstlingswerk veröffentlichen wollte. Die Band verkaufte das Album auf ihren Konzerten. Heute trägt das Album, das von Intercord 1990 nachträglich ins Repertoire aufgenommen wurde, den Titel Opus I. Das zweite Album von Opus, ebenfalls aus eigener Tasche finanziert, trug 1985 den Titel Vorsicht Zerbrechlich. Auch dieses Werk fand keine Plattenfirma und wurde bis 1990 ausschließlich im Eigenvertrieb und auf Konzerten verkauft. 1985 veröffentlichte die gleichnamige österreichische Band die Single Live Is Life, die auch in Deutschland zur meistverkauften Single des Jahres wurde, worauf die deutsche Band ihren Namen in Pur änderte. Die LP Vorsicht Zerbrechlich wurde mit einem anderen Cover neu herausgebracht.

### 1986 bis 1989
Pur wurden 1986 Bundesrocksieger. 3000 Künstler und Bands reichten für diesen Wettbewerb Aufnahmen ein. Zunächst avancierten Pur zu Landessiegern, dann wurde ihnen auch der Preis für die vielversprechendste Band der gesamten Bundesrepublik verliehen (in der DDR gewannen 1986 gleichzeitig die Puhdys diesen Wettbewerb). Aufgrund der politisch angespannten Lage und der kritischen Texte von Pur kam es nicht, wie zunächst geplant, zu einer deutsch-deutschen Ausscheidung. Eine Live-Aufnahme des Liedes Drachen sollen fliegen erschien auf der Dokumentations-LP Deutscher Rockpreis 1986. Das Lied Hab' mich wieder mal an dir betrunken führte 1987 zum Plattenvertrag mit Intercord. Mit dem selbst produzierten Album Pur erschien erstmals ein Album unter dem neuen Bandnamen. Pur gewannen 1988 den Nachwuchspreis Goldene Europa. Neben zahlreichen Auftritten in der Provinz nahmen Pur auch ihr nächstes Album auf. Für Wie im Film verpflichtet die Intercord den Produzenten F. Ferdinand Förster, der kurz vorher mit der Band Fux den Hit Überdosis Glück hatte. Er verpasste Pur einen von Keyboards und E-Drums dominierten Sound, welcher heute von der Band allerdings eher negativ betrachtet wird, da er sehr vom Stil der Münchener Freiheit beeinflusst ist. Das Album enthält die Originalversion von Kowalski, mit der das Autorengespann Engler/Reidl eine Kunstfigur schuf, die den „typischen Deutschen“ persifliert und die im Verlauf der Jahre immer wieder auf diversen Pur-Alben auftauchte. Mit Funkelperlenaugen gelang ihnen zudem ein erster Radiohit weit über das baden-württembergische Sendegebiet hinaus. Der Preis der Deutschen Schallplattenkritik wurde 1989 Pur zugesprochen.

### 1990 bis 1999
Das Album Unendlich mehr aus dem Jahr 1990 war nicht nur die erste Pur-CD, die sie mit Dieter Falk produzierten, sondern auch die erste, die in den deutschen Album-Charts auftauchte. Sie wurde ein kommerzieller Erfolg. Im Vorfeld der Albumveröffentlichung spielte die Band im Rahmen eines Open-Air-Festivals neben Tina Turner und den Simple Minds vor über 100.000 Zuschauern. Die Singles Freunde und Brüder fachten die Albumverkäufe an.
Zum ersten Mal landeten Pur 1991 ein Lied in den Single-Charts: Lena. Ende des Jahres folgte das Album Nichts ohne Grund, das mit internationalen Gastmusikern zum Teil in Bietigheim, zum Teil in Los Angeles entstand. Es enthält unter anderem das Lied für die Vergessenen, das Engler stellvertretend allen Eltern widmet, sowie Mein Freund Rüdi. Engler wurde mit dem Fred-Jay-Preis ausgezeichnet. Pur waren 1991 fast das ganze Jahr auf Tournee und entschlossen sich am Ende, dies mit einem Livealbum zu dokumentieren. Am Ende ihrer ersten Tournee mischte die Band das geplante Livealbum Pur Live 1992 ab. Das Album Seiltänzertraum erschien 1993. Es wurde ein kommerzieller Erfolg. Mehr als zwei Jahre lang notierte sich der Bestseller in den deutschen Album-Charts und fand mehr als 1,5 Millionen Käufer. Auf der gleichnamigen Tour sahen weit mehr als eine halbe Million Menschen Pur live. Die Band wurde zum ersten Mal (und auch in den folgenden Jahren) mit der Goldenen Stimmgabel ausgezeichnet.
Pur gingen 1993 auf Deutschlandtournee. Nach dem zweiten Konzert brach sich Engler den Oberarm und setzte die Tournee eingegipst und auf Krücken trotzdem fort. RTL verlieh der Band den Goldenen Löwen. Pur wurden zu Beginn des Jahres 1995 mit dem Echo ausgezeichnet und avancierten mit ihrem nächsten Album zur kommerziell erfolgreichsten deutschen Popband. Das Album Abenteuerland, aufgenommen unter anderem in Nashville und abgemischt von John Kelly in London, erschien im August und belegte sofort Platz eins der deutschen Charts. An manchen Tagen erreichte das Album einen Marktanteil von bis zu 53 %. Mehr als eine Million Fans erlebten die Tournee zum Album. Erneut wurden Pur 1996 mit einem Echo geehrt. Ein Seiltänzertraum im Abenteuerland hieß die ZDF-Sendung, die dem Phänomen Pur auf den Grund zu gehen suchte. Es folgten etliche Einladungen in alle wichtigen Fernsehshows inklusive Wetten, dass …?. Eine große Open-Air-Tournee, die sich der Hallentournee anschloss, gipfelte in einem von Premiere live übertragenen Konzert im ausverkauften Düsseldorfer Rheinstadion. Ein neues Live-Album, Live – die Zweite, sowie eine zweiteilige Bandchronik auf Video fanden reißenden Absatz. Das Abenteuerland-Album überschritt die Zwei-Millionen-Verkaufsgrenze. Pur bekamen die Goldene Stimmgabel in Platin, Die Goldene Kamera und einen Bambi.
1997 arbeiteten Pur an dem Album Mächtig viel Theater und Ulrich Roth wurde neuer Manager der Gruppe. Die erste vorab erscheinende Single Wenn du da bist erzielte eine Goldene Schallplatte und war damit die bis dahin erfolgreichste Pur-Single. Pur bekamen 4-fach-Platin für Abenteuerland, 3-fach-Platin für Seiltänzertraum, Doppelplatin für Live – Die Zweite und Gold für das gleichnamige Video. Im Januar 1998 wurde das noch im selben Jahr mit Doppelplatin ausgezeichnete Album Mächtig viel Theater veröffentlicht – und erreichte sofort Platz eins in den deutschen Charts. Besonders viel Aufsehen erregte das in Zusammenarbeit mit dem autistischen Autor Birger Sellin entstandene Lied Ich will raus hier, während bei Kinder sind tabu vehement gegen jegliche Form des sexuellen Missbrauchs von Kindern Stellung bezogen wurde. Die Pur-Musiker widmeten sich 1999 vornehmlich ihren Familien, gastierten jedoch bei einigen Open-Air-Festivals. Einen kleinen musikalischen Ausflug wagten Pur dennoch: Auf einem Party-Hit-Mix präsentierten sie ein Medley ihrer Hits Freunde, 'Ich lieb’ dich, Hör' gut zu, Wenn du da bist, Lena, hab’ mich wieder mal an dir betrunken und Funkelperlenaugen.

### 2000 bis 2005
Pur starteten in das Jahrzehnt mit einer neuen Single, Adler sollen fliegen, die musikalische Begleitung der Skisprungübertragungen von RTL, schaffte es auf Anhieb auf Platz neun der deutschen Charts – und war damit der höchste Direkteinstieg, den Pur bis dahin mit einer Single verbuchen konnten. In den ersten Monaten des Jahres entstand im belgischen Galaxy Studio das Album Mittendrin, das die Band selbst produzierte und das am 11. September 2000 erschien. Vorab erschien als weitere Single Herzbeben. Ende Oktober 2000 startete die Mittendrin – Pur Tour 2000, für die sich Pur auf eine zentral gelegene Rundbühne mitten unter die Fans mischten. Die 40 Daten umfassende Tournee war wie die der Jahre zuvor bereits vor Beginn ausverkauft. Gleich zu Beginn des Jahres 2001 wurden Pur mit einem Echo als beste nationale Popband ausgezeichnet. Die DVD Mittendrin und ganz viel drumherum erhielt den DVD Champion Award.
Nach der Hallentournee zum Doppelplatinalbum Mittendrin ging die Band, die nun seit 20 Jahren zusammenspielte, anlässlich ihres Jubiläums auf Open-Air-Tournee. Die Konzerte wurden vornehmlich in kleinen Städten und Gemeinden zwischen Passau und Wilhelmshaven veranstaltet, was Engler auch als ein Dankeschön an die Fans verstand. Das musikalische Programm unterschied sich wesentlich von der letzten Tournee. Die Jubiläumstournee wurde ein Streifzug durch die Geschichte von Pur, wobei die Fans ihre Wünsche zuvor auf der Website der Band äußern konnten und somit den Ablauf der Konzerte mitgestalteten. Den Abschluss bildeten die beiden Konzerte in der neuen Gelsenkirchener Fußballarena AufSchalke (heute Veltins-Arena), die Pur am 24. und 25. August 2001 vor mehr als 100.000 Fans musikalisch einweihten. Für diese Konzerte wurde ein letztes Mal die Mittelbühne der Mittendrin-Tournee aufgebaut. Pur & Friends Auf Schalke wurde filmisch dokumentiert und im Dezember erschien eine DVD plus (DVD mit CD-Schicht auf der Rückseite).
Direkt im Anschluss an die Tour wurde das Album Hits Pur – 20 Jahre eine Band veröffentlicht, das neben aktuellen Hits auch neu bearbeitete Klassiker enthält. Bereits in der ersten Woche nach der Veröffentlichung stieg das Album auf Platz eins der deutschen Album-Charts ein und hielt sich fünf Wochen auf der Spitzenposition. Eine weitere Zeitreise durch die Bandgeschichte unternahm der Bildband Pur – Unsere Geschichte, den Ralph Larmann in enger Zusammenarbeit mit der Band kreierte. Es ist die erste von Pur autorisierte Biographie.
Die Band gönnte sich 2002 eine Pause und zog sich ins Studio zurück. Rudi Völler bat die Band, bei der Abschlussparty der Fußballnationalmannschaft in Japan zu spielen. Innerhalb weniger Tage wurde dieser Auftritt organisiert.
Im Sommer 2003 erschien mit Ich denk an dich der Vorbote zum neuen Studioalbum Was ist passiert?, das im September veröffentlicht wurde. Die Entstehung wurde überschattet von Englers Trennung von seiner zweiten Frau sowie dem Tod seines Vaters, so dass ein sehr persönliches und emotionales Werk entstand. Für den Herbst stand eine große Deutschlandtournee an.
Zehn Jahre nach dem Gewinn ihres ersten Echos wurden Pur Anfang März 2004 zum vierten Mal mit dem Musikpreis ausgezeichnet. Wie schon in den Jahren 1995, 1996 und 2001 ging die erfolgreichste deutschsprachige Popband in der Kategorie Gruppe National Pop/Rock als Sieger hervor. Im Sommer spielten Pur auf diversen Festivals. Die Band hatte speziell für diesen Anlass zahlreiche ihrer besten Songs klassisch umarrangiert und präsentierte diese Versionen, unterstützt vom 41-köpfigen German Pops Orchestra, bei den beiden Konzerten vor knapp 150.000 Zuschauern. Die neue Studiosingle Halt dich fest, eingespielt als klassisch orchestrierte Ballade, wurde wenige Tage vor den Konzerten veröffentlicht. Pur klassisch wurde bestmöglich für die Nachwelt dokumentiert: Die CD Pur klassisch – Live auf Schalke 2004 erschien bereits Anfang Oktober. Im November folgte die gleichnamige DVD.
Während Pur im Jahr 2005 eine Pause machte, veröffentlichte der Sänger Engler sein erstes Soloalbum. Mit Just a Singer, so der Titel des Albums mit ausschließlich englischsprachigen Liedern, erfüllte sich der Sänger einen lang gehegten Wunsch. Inzwischen ist das Soloprojekt aber bis auf weiteres beendet.

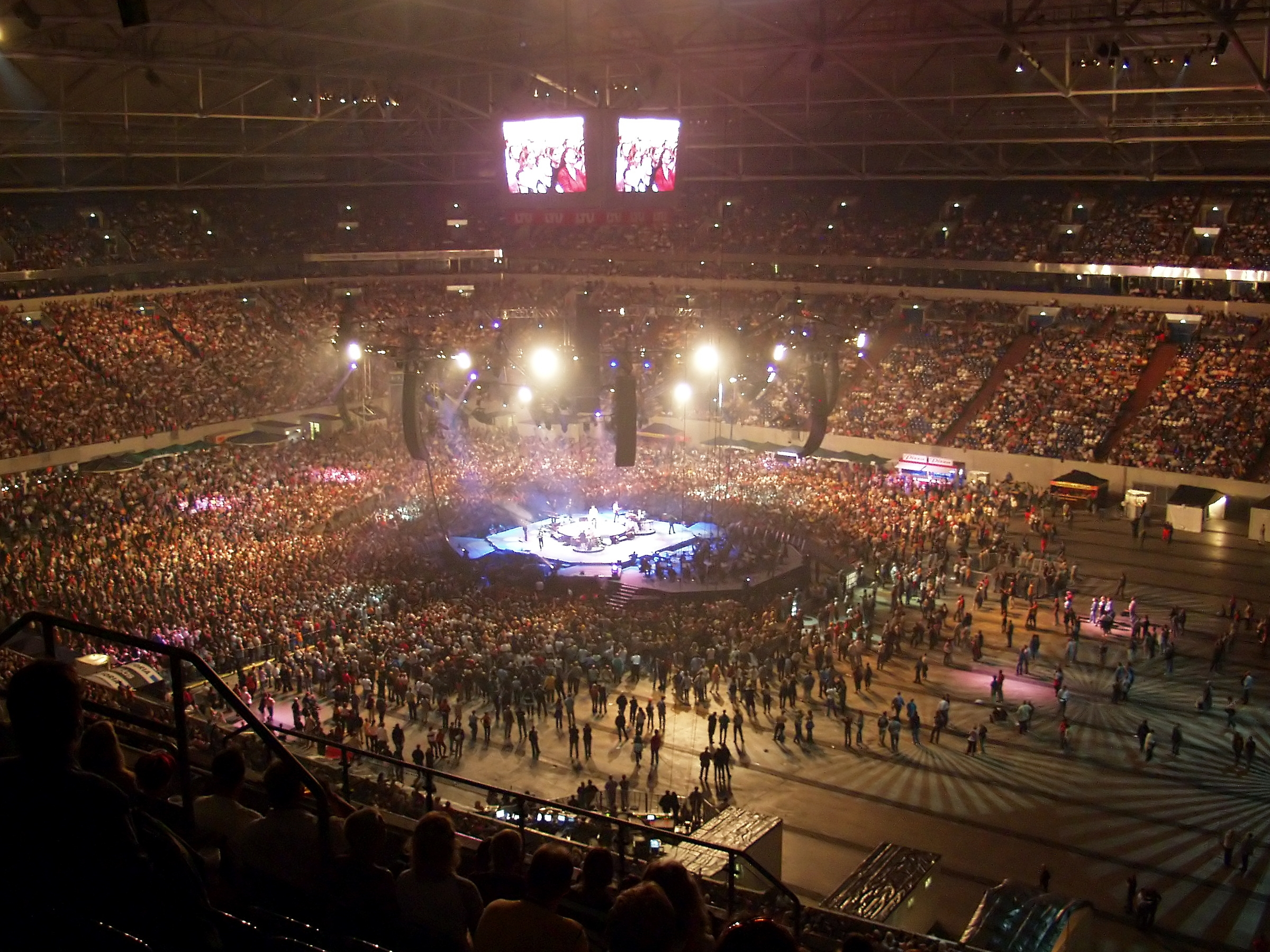
Pur in der Veltins-Arena

### 2006 bis 2009
Im März 2006 erschien die Single SOS, deren Titel der Aktion 6 Dörfer für 2006 diente. Im Mai 2006 gab Pur ein Best-of-Konzert in der TUI-Arena (seit 2020 ZAG-Arena). Am 4. August wurde die Single Weil Du bei mir bist samt einer in Hannover aufgenommenen Liveversion des Titels SOS veröffentlicht. Am 1. September 2006 kam das Album Es ist wie es ist auf den Markt, es stieg auf Platz 1 der deutschen Albumcharts ein. Im Herbst gingen Pur auf eine Hallentour, die am 9. November 2006 in Halle/Westfalen begann und am 21. Dezember 2006 in München endete und in einer am 15. Dezember 2006 erschienenen DVD dokumentiert ist.
Im März 2007 wurden Pur wieder für den Echo in der Kategorie Beste Rock/Pop Gruppe national nominiert. Pur beschloss, nach der großen Nachfrage der Hallentour 2006, im Juni und Juli 2007 eine kleine Open-Air-Tour zu spielen.
Am 6. Juli 2007 erschien die Single Es ist wie es ist von dem gleichnamigen Album.
Am 13. Juli 2007 wurde PUR mit dem renommierten Hörerlebnis-Preis HELIX des Forums ‚Besser Hören‘ ausgezeichnet. Die Laudatio hielt TV-Moderator Reinhold Beckmann. „Pur beschert uns seit über 25 Jahren ein musikalisches Hörerlebnis, das seinesgleichen sucht“, so Beckmann bei der Verleihung in Hamburg. Pur-Frontmann Hartmut Engler bedankte sich mit den Worten: „Das ist das größte Kompliment, das man einer Band machen kann. Wir freuen uns, dass unser musikalisches Werk mit dem HELIX geadelt wird. Wir haben schon viele Preise erhalten, aber dieser ist etwas ganz Besonderes.“ Beim abendlichen Open-Air-Konzert im Hamburger Stadtpark jubelten tausende Fans, als die Band den HELIX auf der Bühne präsentierte. Mit dem HELIX werden jährlich Persönlichkeiten geehrt, die herausragende Hörerlebnisse geschaffen haben. Vor PUR waren dies: Xavier Naidoo, Iris Berben, Anna Maria Kaufmann, Mario Adorf und Udo Jürgens.
Am 8. September 2007 stand wieder ein Konzert auf Schalke an. Gastmusiker waren Christina Stürmer & Band, John Miles, Purple Schulz & Josef Piek und wieder einmal das GermanPops Orchestra unter der Leitung von Bernd Ruf. Bei den letzten beiden Mega-Events Pur & Friends auf Schalke und Pur klassisch traten unter anderen Stars wie Laith Al-Deen, Nena, Peter Maffay, Nubya, Fools Garden und Heinz-Rudolf Kunze auf.
2008 pausierten die Mitglieder von Pur, die Pause wurde nur im September durch ein einziges Benefizkonzert in ihrer Heimatstadt unter dem Motto Wir wollen helfen unterbrochen. Hierbei wurden 300.000 € für wohltätige Zwecke erzielt.
2009 stand im Zeichen des neuen Albums Wünsche, das am 4. September veröffentlicht wurde, sowie der Hallentour im November und Dezember mit neuem Bühnenkonzept. Am 21. August erschien bereits die Singleauskopplung Irgendwo. Das Album stieg auf Platz 1 der Album-Charts ein und erreichte wenig später Goldstatus.

### Seit 2010
Ab Mai 2010 gingen Roland Bless und Pur wegen „menschlicher und musikalischer Differenzen“ getrennte Wege.
Im Oktober wurde vor kleinem Publikum ihr Jubiläumsalbum Live die Dritte – Akustisch im Scala in Ludwigsburg aufgenommen. Im Jahr 2011 feierte die Band ihr 30-jähriges Jubiläum. Sie tourte in kleineren Hallen mit ihrer Akustisch-Tour. Am 17. September spielte Pur zum zweiten Mal ein Benefizkonzert in ihrer Heimatstadt Bietigheim-Bissingen vor 17.500 Zuschauern, bei dem eine Spendensumme von 210.000 Euro gesammelt wurde.
Ende Oktober 2012 erschien die erste Single Der bestmögliche Versuch des bis dahin noch unveröffentlichten neuen Studio-Albums. Am 2. November wurde die zweite Single Stark veröffentlicht. Am 16. November 2012 erschien das Album Schein & Sein.
Anfang 2013 begann die Band die Schein-&-Sein-Hallentour, die mit dem letzten Konzert am 23. März 2013 in der Dortmunder Westfalenhalle endete. Vorgruppe war die Band Ewig mit Leadsängerin Jeanette Biedermann. Von dieser Tour erschien am 14. Juni 2013 ein Livemitschnitt, das 1000. Konzert in Berlin auf CD, DVD und Blu-Ray. Am 1. Juni 2013 begann der Open Air Sommer 2013 mit dem ersten Auftritt in Freiburg. Als Vorgruppe trat die Cherry Gehring Band auf unter anderem mit dem Titel Machs laut, s'isch STEREO.
Auf seinem Album Herr Gott nochmal aus dem Jahr 2014 sang Karel Gott das Pur-Lied Ein graues Haar. Im Jahr 2015 veröffentlichten Pur ihr Album Achtung.
Am 2. September 2017 gaben Pur ihr mittlerweile sechstes Pur & Friends-Konzert vor über 60.000 Besuchern in der Veltins-Arena in Gelsenkirchen. Als Gäste eingeladen waren unter anderem Andreas Bourani, Daniel Wirtz und Bülent Ceylan. Es war das einzige Konzert im Jahr 2017.
Das Album Zwischen den Welten wurde 2018 veröffentlicht und erreichte Goldstatus. 2018 erfolgte die Zwischen den Welten - Arena Tour 2018 vor 150.000 Zuschauern.
2019 wurde die Band mit einer Goldenen Kamera in der Kategorie Beste Musik National ausgezeichnet. Während der Performance des Songs Zu Ende träumen betrat Thomas Gottschalk die Bühne und sang im Chor mit der Band. Gottschalk löste damit seine Wettschuld ein, da er 18 Jahre zuvor eine Stadtwette gegen Hartmut Engler in seiner Sendung Wetten Dass verloren hatte. Im selben Jahr spielte die Band ihre Open Air Tour 2019 vor über 200.000 Zuschauern. Im Oktober 2019 wurde eine MTV-Unplugged-Tour angekündigt, bei der auch ein neues Album aufgenommen werden sollte. Aufgrund der Corona-Pandemie wurde dieses Vorhaben jedoch im Oktober 2020 abgesagt. 2020 feierte die Band 40-jähriges Jubiläum und veröffentlichte im Oktober das Kompilationsalbum 100% das Beste aus 40 Jahren mit der Single-Auskopplung Keiner will alleine sein.
Am 2. Juni 2021 starb Martin Stoeck an den Folgen einer Krebserkrankung. Im Juli 2022 verließ Gitarrist Martin Ansel die Gruppe nach über 29 Jahren, an seine Stelle rückt ab August 2022 Severin von Sydow. Mit Persönlich erschien im November 2022 das 17. Studioalbum der Band.
Am 22. Oktober 2023 feierte das Pur-Musical Abenteuerland im Düsseldorfer Capitol-Theater seine Uraufführung. Die Musik stammt von Hartmut Engler und Ingo Reidl. Engler schrieb auch die Songtexte. Das Buch zum Stück stammt von Martin Flohr. Das Musical wurde bis Februar 2025 in Düsseldorf gespielt und soll von Dezember 2025 bis Mai 2026 auf eine Tournee durch Deutschland und die Schweiz gehen.

## Diskografie
Studioalben

| Jahr | Titel Musiklabel                              | Höchstplatzierung, Gesamtwochen, AuszeichnungChartplatzierungen (Jahr, Titel, Musiklabel, Platzierungen, Wochen, Auszeichnungen, Anmerkungen) | Höchstplatzierung, Gesamtwochen, AuszeichnungChartplatzierungen (Jahr, Titel, Musiklabel, Platzierungen, Wochen, Auszeichnungen, Anmerkungen) | Höchstplatzierung, Gesamtwochen, AuszeichnungChartplatzierungen (Jahr, Titel, Musiklabel, Platzierungen, Wochen, Auszeichnungen, Anmerkungen) | Anmerkungen                                                  |
| Jahr | Titel Musiklabel                              | DE | AT | CH | Anmerkungen                                                  |
| ---- | --------------------------------------------- | --- | --- | --- | ------------------------------------------------------------ |
| 1983 | Opus Intercord / EMI                          | — | — | — | Erstveröffentlichung: 1983                                   |
| 1985 | Vorsicht zerbrechlich Intercord / EMI         | — | — | — | Erstveröffentlichung: 1985                                   |
| 1987 | Pur Intercord / EMI                           | — | — | — | Erstveröffentlichung: 1. März 1987                           |
| 1988 | Wie im Film Intercord / EMI                   | — | — | — | Erstveröffentlichung: 1. Juni 1988                           |
| 1990 | Unendlich mehr Intercord / EMI                | DE45 Gold · (8 Wo.)DE | — | — | Erstveröffentlichung: 1. März 1990 Verkäufe: + 250.000       |
| 1991 | Nichts ohne Grund Intercord / EMI             | DE13 Gold · (20 Wo.)DE | — | — | Erstveröffentlichung: 22. August 1991 Verkäufe: + 250.000    |
| 1993 | Seiltänzertraum Intercord / EMI               | DE2 ×3Dreifachplatin · (128 Wo.)DE | AT33 (1 Wo.)AT | — | Erstveröffentlichung: 1. August 1993 Verkäufe: + 1.500.000   |
| 1995 | Abenteuerland Intercord / EMI                 | DE1 ×4Vierfachplatin · (72 Wo.)DE | AT26 Gold · (14 Wo.)AT | CH3 Platin · (37 Wo.)CH | Erstveröffentlichung: 21. August 1995 Verkäufe: + 2.075.000  |
| 1998 | Mächtig viel Theater Intercord / EMI          | DE1 ×2Doppelplatin · (48 Wo.)DE | AT22 (11 Wo.)AT | CH3 ×2Doppelplatin · (17 Wo.)CH | Erstveröffentlichung: 19. Januar 1998 Verkäufe: + 1.100.000  |
| 2000 | Mittendrin EMI Electrola                      | DE1 ×2Doppelplatin · (29 Wo.)DE | AT26 (6 Wo.)AT | CH3 Gold · (13 Wo.)CH | Erstveröffentlichung: 8. September 2000 Verkäufe: + 625.000  |
| 2003 | Was ist passiert? Blast First / EMI Electrola | DE1 ×2Doppelplatin · (24 Wo.)DE | AT25 (5 Wo.)AT | CH5 (9 Wo.)CH | Erstveröffentlichung: 5. September 2003 Verkäufe: + 400.000  |
| 2006 | Es ist wie es ist EMI / Universal Music       | DE1 ×3Dreifachgold · (24 Wo.)DE | AT46 (3 Wo.)AT | CH16 (8 Wo.)CH | Erstveröffentlichung: 1. September 2006 Verkäufe: + 300.000  |
| 2009 | Wünsche EMI / Universal Music                 | DE1 Platin · (30 Wo.)DE | AT27 (3 Wo.)AT | CH13 (7 Wo.)CH | Erstveröffentlichung: 4. September 2009 Verkäufe: + 200.000  |
| 2012 | Schein & Sein Universal Music                 | DE2 Platin · (31 Wo.)DE | AT44 (2 Wo.)AT | CH28 (4 Wo.)CH | Erstveröffentlichung: 16. November 2012 Verkäufe: + 200.000  |
| 2015 | Achtung Universal Music                       | DE1 Platin · (34 Wo.)DE | AT19 (2 Wo.)AT | CH9 (8 Wo.)CH | Erstveröffentlichung: 18. September 2015 Verkäufe: + 200.000 |
| 2018 | Zwischen den Welten Universal Music           | DE2 Gold · (34 Wo.)DE | AT33 (1 Wo.)AT | CH14 (6 Wo.)CH | Erstveröffentlichung: 14. September 2018 Verkäufe: + 100.000 |
| 2022 | Persönlich Music Pur                          | DE3 (26 Wo.)DE | — | CH45 (2 Wo.)CH | Erstveröffentlichung: 4. November 2022                       |

## Auszeichnungen
- Bambi
  - 1996: für Pop National

- ECHO Pop
  - 1995: für Gruppe National
  - 1996: für Gruppe National
  - 2001: für Gruppe National
  - 2004: für Gruppe National
  - 2016: für Gruppe National

- Goldene Europa
  - 1988 (Nachwuchspreis)
  - 1995

- Goldene Kamera
  - 1996 für Beste Pop-Musik
  - 2019 für Beste Musik National

- Goldene Stimmgabel
  - 1993, 1994, 1995, 1996 (Platin), 1998, 2001, 2004, 2007

- RSH-Gold
  - 1994: für Gruppe National[12]
  - 1995: für Gruppe National[13]
  - 1996: für Gruppe National[14]
  - 1999[15]

- Sonstige
  - 2015: Munich Olympic Walk of Stars